# Budapesti 6. sz. országgyűlési egyéni választókerület
A budapesti 6. sz. országgyűlési egyéni választókerület egyike annak a 106 választókerületnek, amelyre a 2011. évi CCIII. törvény Magyarország területét felosztja, és amelyben a választópolgárok egy-egy országgyűlési képviselőt választhatnak. A választókerület nevének szabványos rövidítése: Budapest 06. OEVK. Székhelye: Budapest VIII. kerülete 

## Területe
A választókerületet az alábbiak szerint határozza meg a törvény:
1. A VIII. kerület választókerülethez tartozó részének határa: A Hungária körúttól a Kerepesi úton a Dózsa György útig, a Dózsa György úton a Verseny utcáig, a Verseny utcán a Thököly útig – a Keleti pályaudvar területét a kerületnél hagyva – és a Thököly úton a Baross térig, ezen át a Rákóczi útig, majd a Rákóczi úton a József körútig, a József körút páros házszámozású oldalán haladva az Üllői útig, az Üllői úton a Könyves Kálmán körútig, ezen tovább a Hungária körúton a kiindulási pontig körbezárt terület.
2. A IX. kerület választókerülethez tartozó részének határa: A Duna középvonala, valamint a Dandár köz és folytatásában a Dandár utca páratlan házszámozású oldalának Dunára merőleges elméleti meghosszabbításának metszéspontjától a Duna középvonalán haladva a soroksári Duna-ágig, a soroksági Duna-ág középvonalán Pesterzsébet régi határáig, innen a Határ úton át az Üllői útig, az Üllői úton a Thaly Kálmán utcáig, a Thaly Kálmán utca, majd Dandár utca és Dandár köz páratlan házszámozású oldalán végig haladva a kiindulási pontig körbezárt terület.

## Országgyűlési képviselője
| Név           | Párt | Párt        | Terminus    | Megjegyzés                                   |
| ------------- | ---- | ----------- | ----------- | -------------------------------------------- |
| Dr. Vas Imre  |      | Fidesz-KDNP | 2014 – 2018 | A 2014-es országgyűlési választás eredménye: |
| Kocsis Máté   |      | Fidesz-KDNP | 2018 – 2022 | A 2018-as országgyűlési választás eredménye: |
| Jámbor András |      | Független   | 2022 –      | A 2022-es országgyűlési választás eredménye: |

## Demográfiai profilja
| Iskolai végzettség                | Iskolai végzettség               | Iskolai végzettség | Iskolai végzettség | Iskolai végzettség |
| --------------------------------- | -------------------------------- | ------------------ | ------------------ | ------------------ |
|                                   |                                  |                    |                    | fő                 |
| Általános iskolát nem végezte el  | Általános iskolát nem végezte el |                    | 1355               | 1355               |
| Általános iskola                  | Általános iskola                 |                    | 11997              | 11997              |
| Szakmunkás                        | Szakmunkás                       |                    | 9695               | 9695               |
| Érettségi                         | Érettségi                        |                    | 30266              | 30266              |
| Diploma                           | Diploma                          |                    | 32397              | 32397              |
| A 2022. évi népszámlálás szerint. |                                  |                    |                    |                    |

A budapesti 6. sz. választókerület lakónépessége 2022. október 1-jén 96 114 fő volt. A 2011-es és a 2022-es népszámlálás között 2030 fővel csökkent a választókerület lakosság száma. A választókerületben a korösszetétel alapján a legtöbben a fiatal felnőttek élnek 39 501 fővel, míg a legkevesebben a gyermekek 10 404 fővel. A választókerület lakosságának a 90,4%-nál van internet elérési lehetőség.
A legmagasabb befejezett iskolai végzettség szerint a diplomával rendelkezők élnek a legtöbben 32 397 fő, utánuk a következő nagy csoport az érettségizettek 30 266 fővel.
Gazdasági aktivitás szerint a lakosság több mint a fele foglalkoztatott 56 667 fő, második legjelentősebb csoport az inaktív keresők, akik főleg nyugdíjasok 16 398 fővel.
A választókerület legjelentősebb nemzetiségi csoportja a cigány 1740 fő, illetve a németek 913 fő. Magyar állampolgársággal nem rendelkező külföldi állampolgárok aránya 12%.
Vallási összetétel szerint a választókerületben lakók legnagyobb vallása a római katolikus (16 842 fő), valamint jelentős közösség még a reformátusok (6039 fő). A vallási közösséghez nem tartozók száma szintén jelentős (16 805 fő), a választókerületben a második legnagyobb csoport a római katolikus vallás után.

## Országgyűlési választások
| Párt                                                                                              | Párt                      | Jelölt                 | Szavazatok | %     | ± %  |
| ------------------------------------------------------------------------------------------------- | ------------------------- | ---------------------- | ---------- | ----- | ---- |
|                                                                                                   | Egységben Magyarországért | Jámbor András          | 21 462     | 48,31 | 4,9  |
|                                                                                                   | Fidesz-KDNP               | Sára Botond            | 18 561     | 41,78 | 1,27 |
|                                                                                                   | Mi Hazánk                 | Dúró Dóra              | 2159       | 4,86  | Új   |
|                                                                                                   | MKKP                      | Döme Zsuzsanna         | 1933       | 4,35  | 2,06 |
|                                                                                                   | Normális Párt             | Haga Béla              | 307        | 0,69  | Új   |
| Megjelent                                                                                         | Megjelent                 | Megjelent              | 44 953     | 65,67 | 0,79 |
| Választópolgárok száma                                                                            | Választópolgárok száma    | Választópolgárok száma | 68 448     | 100   | 5,20 |
| A független Jámbor András az ellenzéki összefogás részeként elnyeri a körzetet a Fidesz-KDNP-től. |                           |                        |            |       |      |

| Párt                             | Párt                   | Jelölt                 | Szavazatok | %     | ± %   |
| -------------------------------- | ---------------------- | ---------------------- | ---------- | ----- | ----- |
|                                  | Fidesz-KDNP            | Kocsis Máté            | 18 818     | 40,51 | 2,26  |
|                                  | DK                     | Ara-Kovács Attila      | 14 947     | 32,17 | 4,79  |
|                                  | Jobbik                 | Dúró Dóra              | 6001       | 12,92 | 0,39  |
|                                  | LMP                    | Jakabfy Tamás          | 2582       | 5,56  | 2,76  |
|                                  | Együtt                 | Baranyi Krisztina      | 1454       | 3,13  | 33,83 |
|                                  | Momentum               | Dr. Cseh Katalin       | 1190       | 2,56  | Új    |
|                                  | MKKP                   | Racskó Gábor           | 1065       | 2,29  | Új    |
|                                  | Munkáspárt             | Konczos László         | 222        | 0,48  | Új    |
|                                  | Egyéb pártok           |                        | 210        | 0,38  | 2,78  |
| Megjelent                        | Megjelent              | Megjelent              | 48 714     | 64,88 | 7,97  |
| Választópolgárok száma           | Választópolgárok száma | Választópolgárok száma | 72 205     | 100   | 2,79  |
| A Fidesz-KDNP tartja a körzetet. |                        |                        |            |       |       |

| Párt                                | Párt                   | Jelölt                 | Szavazatok | %     |
| ----------------------------------- | ---------------------- | ---------------------- | ---------- | ----- |
|                                     | Fidesz-KDNP            | Dr. Vas Imre           | 15 977     | 38,25 |
|                                     | Összefogás             | Pál Tibor              | 15 437     | 36,96 |
|                                     | Jobbik                 | Dúró Dóra              | 5560       | 13,31 |
|                                     | LMP                    | Jakabfy Tamás          | 3474       | 8,32  |
|                                     | Egyéb pártok           |                        | 1322       | 3,16  |
| Megjelent                           | Megjelent              | Megjelent              | 42 271     | 56,91 |
| Választópolgárok száma              | Választópolgárok száma | Választópolgárok száma | 74 277     | 100   |
| A Fidesz-KDNP nyeri meg a körzetet. |                        |                        |            |       |

## Ellenzéki előválasztás – 2021
| Frakció                             | Frakció         | Jelölő szervezetek      | Jelölt           | Szavazatok | %     |
| ----------------------------------- | --------------- | ----------------------- | ---------------- | ---------- | ----- |
|                                     | Párbeszéd       | Szikra, Párbeszéd, MSZP | Jámbor András    | 3626       | 41,60 |
|                                     | Momentum        | C8, Momentum, ÚVNP, MMM | Csordás Anett    | 2220       | 25,47 |
|                                     | DK              | DK, Liberálisok         | Manhalter Dániel | 2056       | 23,59 |
|                                     | Jobbik          | Jobbik, ÚK              | Demeter Márta    | 815        | 9,35  |
| Összes szavazat                     | Összes szavazat | Összes szavazat         | Összes szavazat  | 8717       | 100   |
| Jámbor András nyeri meg a körzetet. |                 |                         |                  |            |       |